# Zuhair ibn Abi Sulma
Zuhair ibn Abi Sulma (kurz Zuhair; * um 520; † 609) (arabisch زهير بن أبي سلمى, DMG Zuhair b. Abī Sulmā) war ein arabischer Dichter der vorislamischen Zeit.
Er gilt als einer der berühmtesten arabischen Dichter der vorislamischen Periode. Zuhairs Vater, Rabīʿa ibn Riyāḥ al-Muzanī – der ebenfalls Dichter war – gehörte zum Stamm der Muzaina. Auch Zuhairs ältester Sohn, Ka'b ibn Zuhair, war Dichter und schuf Dichtungen für Mohammed.
Seine Werke finden sich in Hammad ar-Rawiyas Anthologie, Mu'allaqat (Die Aufgehängten), eine Sammlung vorislamischer Poesie von sieben geehrten Dichtern, deren Gedichte der Überlieferung nach in goldenen Lettern an den Wänden der Kaaba in Mekka aufgehängt wurden. Er war Lieblingsdichter des Kalifen Umar ibn al-Chattab.
Zuhairs Poesie entstand unter anderem anlässlich der Beendigung einer langjährigen Feindschaft von zwei Beduinenstämmen. Seine Gedichte beschreiben Überfälle und anderen Erlebnisse im Leben der arabischen Beduinen. Er schuf auch Gedichte zu Ehren seines Stammes. 